# Palazzo Tortora Brayda

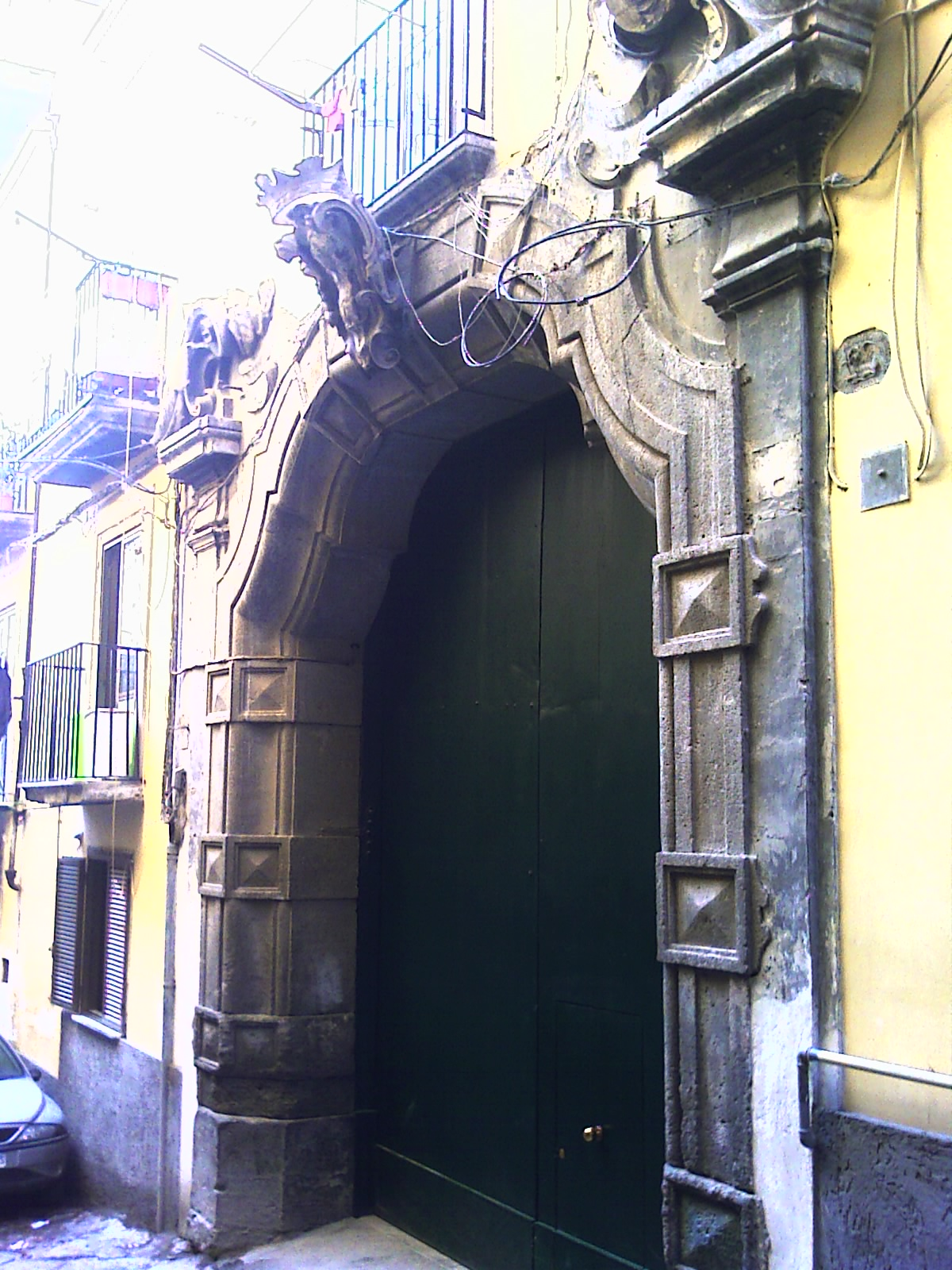
Palazzo Tortora Brayda in Neapel: Eingangsportal

Der Palazzo Tortora Brayda ist ein Palast aus dem 16. Jahrhundert im Viertel Montecalvario in Neapel. Er liegt in der Salita Tarsia, 47.
Benannt ist er nach der alten neapolitanischen Adelsfamilie Tortora Brayda.

## Geschichte und Beschreibung
Der Palast geht wahrscheinlich auf ein landwirtschaftlich genutztes Anwesen aus dem 16. Jahrhundert zurück, das im Zuge der Stadterweiterung in die Stadt selbst integriert wurde. Im 18. Jahrhundert wurde das Gebäude im Rokokostil umgestaltet, eine Arbeit, die Nicola Tagliacozza Canale (1691 – 1763) zugeschrieben wird. Im Laufe der folgenden Jahrhunderte wurde der Palast mehrmals umgebaut, in den letzten Jahren wurde er teilweise restauriert.
An der Fassade mit ihren nüchternen Linien der Stuckverzierungen stechen zwei Besonderheiten heraus: Das Eingangsportal und die offene Treppe zur Straße. Das Portal in Piperno hat eine gemischte Linienform mit Steinquadern, die in regelmäßigen Abständen das geformte Band des Portals unterbrechen; an den Seiten gibt es zwei Lisenen in Stuck, die Gebälke mit aus einer Laune heraus gebrochenen Tympana stützen, und auf dem Schlussstein sticht das Wappen der Tortors hervor. Die offene Treppe an der Fassade zeigt eine Lösung mit Loggia mit drei Rundbogenöffnungen, die als kleine Balkone fungieren; auf den Stuckrahmen erscheinen fein gearbeitete Capricci.
Der Eingangsbereich, der nicht außergewöhnlich erhöht ist, wird durch gedrungene Säulen getragen, die mit Stuck dekoriert sind. Der Eingangsraum hat kein Tonnengewölbe, sondern aufgrund des Ersatzes der ursprünglichen horizontalen Strukturen eine flache Decke. Vom Eingangsbereich kommt man in den Innenhof, der mit einer Exedra abschließt, von der aus man in den Garten hinter dem Haus gelangt.